# Echinococcus shiquicus
Echinococcus shiquicus (Xiao, Qiu, Nakao, Li, Yang, Chen, Schantz, Craig, Ito, 2005) je drobná 1,5 mm dlouhá tasemnice z čeledi Taeniidae parazitující u lišek tibetských. Mezihostitelem tasemnice je pišťucha černolící (Ochotona curzoniae). E. shiquicus je sesterským druhem měchožila bublinatého (E. multilocularis) a vyskytuje se pouze v Tibetu. Tasemnice je schopna infikovat krom lišek i psy.